# Operação Tergiversação
Operação Tergiversação foi uma operação da Polícia Federal (PF) e do Ministério Público Federal (MPF) deflagrada em junho de 2019. A operação desarticulou uma organização criminosa que mantinha um esquema de cobrança de propina de investigados em inquéritos policiais. Os crimes eram coordenados de dentro da própria Superintendência da Polícia Federal do Rio de Janeiro.
Foram presos na operação o delegado da PF Lorenzo Pompílio da Hora, o escrivão Éverton da Costa Ribeiro. Posteriormente o delegado da PF Wallace Noble foi preso na segunda fase da operação.
Em novembro de 2020, numa segunda etapa, foram cumpridos dois mandados de prisão preventiva e 33 de busca e apreensão na cidade do Rio de Janeiro.
Em outubro de 2021, em um desdobramento da segunda fase da operação, o MPF-RJ denunciou 10 pessoas, entre advogados, empresários e membros da PF, por um suposto esquema de venda de proteção dentro da instituição.

## Acordo de colaboração premiada
Um dos casos investigados foi narrado no acordo de delação premiada de Marcelo Guimarães, advogado que integrava o grupo responsável por repassar a propina aos policiais federais. De acordo com Marcelo, o empresário Arthur Pinheiro Machado, dono do Americas Trade Group, pagou 50 mil reais ao delegado Lorenzo Martins Pompílio em troca da investigação sobre seu ex-sócio Alberto Francisco da Cunha e Silva Jacobsen.

## Primeira fase
Na primeira fase da operação, em junho de 2019, a PF prendeu um delegado federal da ativa, um escrivão e um advogado. Os servidores beneficiariam investigados em fraudes no fundo de pensão dos funcionários dos Correios, o Postalis, um dos maiores do país, investigados pela Operação Lava Jato.

## Segunda fase
Na segunda fase da operação, a força-tarefa prendeu outro delegado federal e mirou empresários suspeitos de pagar propina para policiais e servidores em troca de proteção em investigações na PF.  Os suspeitos eram investigados nas operações Titanium (sobre fraudes envolvendo o plano de saúde dos Correios) e Viupostalis (sobre fraudes envolvendo o Postalis, responsável pelo fundo de pensão dos Correios).